# Robert De Longe

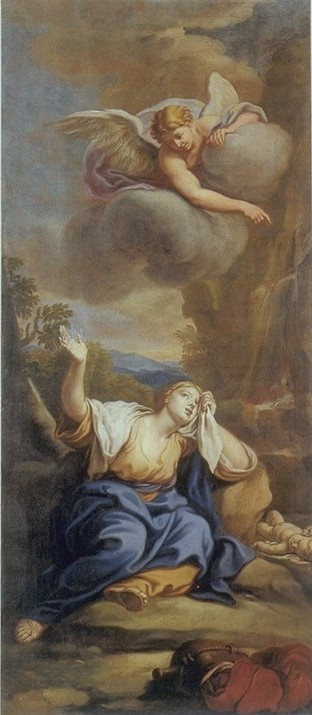
Robert De Longe detto il Fiammingo, Agar e Ismaele (Piacenza, Musei Civici di Palazzo Farnese)

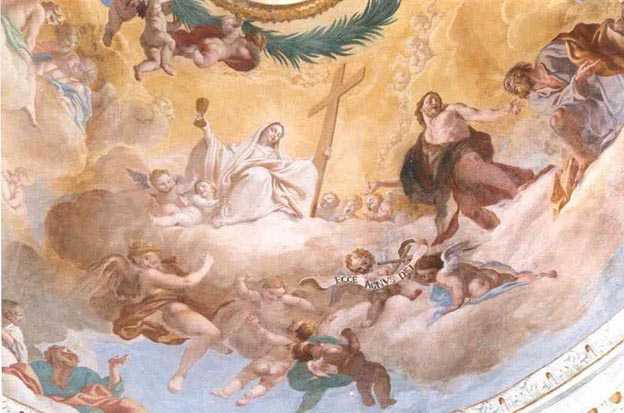
Robert De Longe detto il Fiammingo, Cupola di S. Giovanni, particolare (Cortemaggiore - PC, Oratorio di San Giovanni)

Robert De Longe (Bruxelles, 30 marzo 1646 – Piacenza, 5 marzo 1709) è stato un pittore fiammingo.

## Biografia
Segnalato nel 1658 quale allievo a Bruxelles di J. De Potter, non lascia in questa città alcuna opera quale maestro autonomo. Giunge a Roma nel 1680, attratto dal mecenatismo pontificio. Qui fa la conoscenza del pittore cremonese Agostino Bonisoli che lo invita nella città padana quale allievo, per poter meglio comprendere le tecniche della scuola italiana.
Il De Longe accetta: ben presto i suoi dipinti gli guadagnano una fama, quantomeno in ambito locale. Tale fama gli guadagna le simpatie del Vescovo di Piacenza, Giorgio Barni, che nel 1685 lo invita nella città emiliana offrendogli protezione.
È l'inizio del suo periodo piacentino, che si concluderà solo con la morte. Piacenza, terminate le esperienze del Guercino e del Morazzone, accoglie con interesse l'artista: fioccano le committenze, sia laiche che ecclesiastiche, ed il De Longe non tarda ad innalzarsi al di sopra degli altri pittori che operano in Piacenza in quegli anni. 

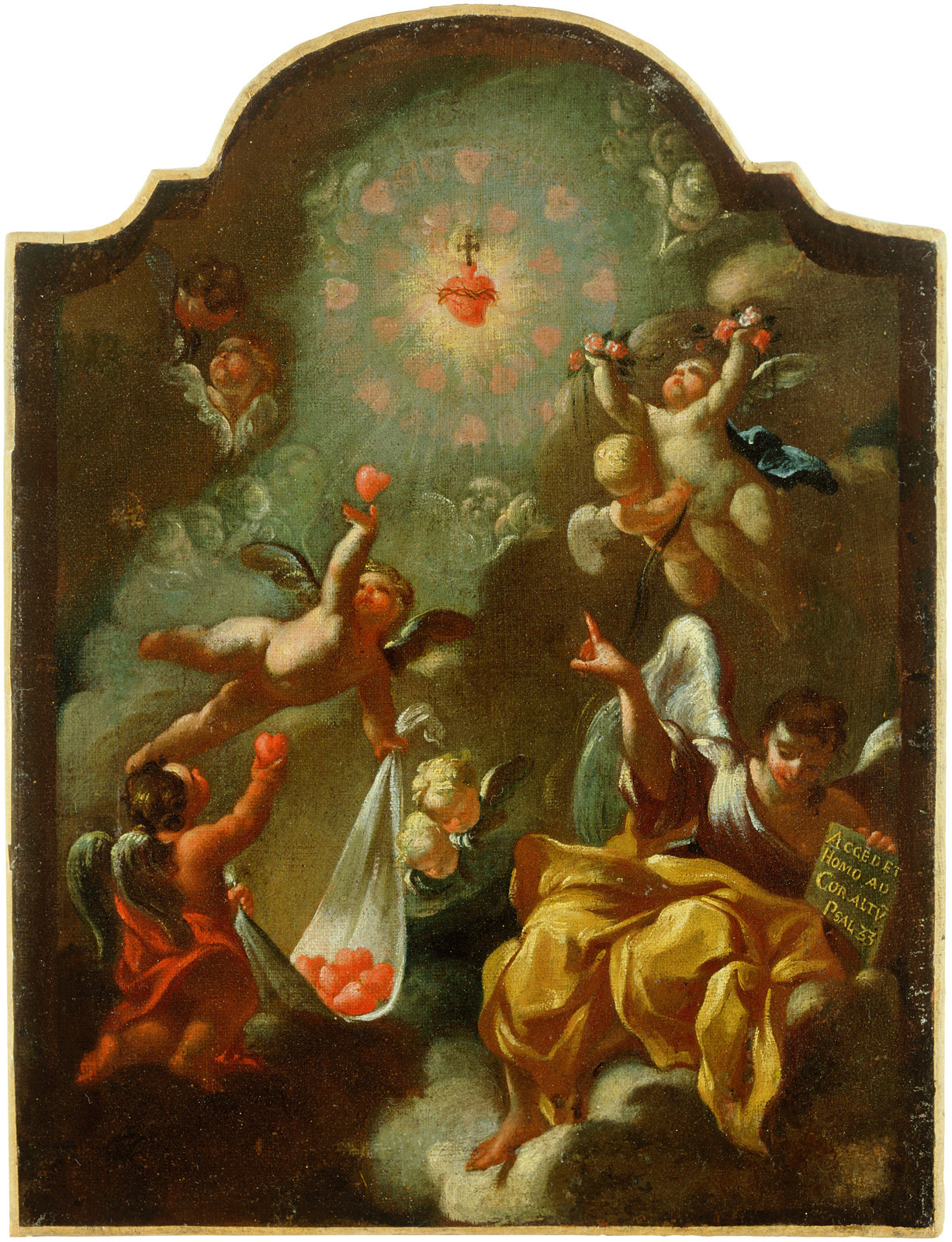
Robert De Longe detto il Fiammingo, Sacro Cuore ferito (Lubiana, Galleria nazionale)

Il suo "San Giuseppe" (ca. 1690)  riscuote grande apprezzamento e gli guadagna la successiva commissione, che certamente rappresenta il suo riconoscimento quale "caposcuola" dell'area piacentina: gli vengono infatti commissionate (1693) dal Duca cinque tele, da collocarsi nella Basilica di Sant'Antonino, che illustrino la vita del Santo Patrono di Piacenza. 
Tra il 1685 e 1694 realizza affreschi dedicati a San Lorenzo nella collegiata di San Lorenzo a Monticelli d'Ongina (PC). L'ultimo suo capolavoro è del 1705: l'Arciconfraternita del SS. Sacramento di Cortemaggiore  lo invita a decorare la cupola dell'Oratorio di S.Giovanni.

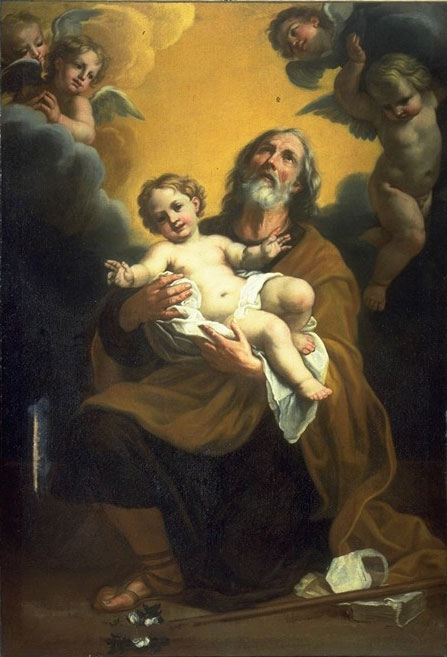
Robert De Longe detto il Fiammingo, San Giuseppe (Piacenza, Musei Civici di Palazzo Farnese)

Muore nel 1709 a Piacenza.

## Alcune opere
- Agar e Ismaele, Olio su tela (Piacenza, Musei Civici di  Palazzo Farnese)
- Agostino incontra sant'Ambrogio, Olio su tela (Cremona, Chiesa di Sant'Ilario
- Borea rapisce Orizia, Affresco (Lodi, Palazzo Barni)
- Cappella dell'Angelo custode, Affresco (Cremona,  Chiesa di San Sigismondo)
- Ciclo di Sant'Antonino, Olio su tela (Piacenza, Basilica di Sant'Antonino)
- Cupola di S. Giovanni, Affresco (Cortemaggiore, Oratorio di San Giovanni)
- Sacro Cuore ferito, Olio su tela (Lubiana, Galleria nazionale)
- San Giuseppe, Olio su tela (Piacenza, Musei Civici di Palazzo Farnese)
- La Beata Vergine del Suffragio, (Piacenza, San Giorgio in Sopramuro)
- Incontro di San Lorenzo con Papa Sisto II condotto al martirio, Affresco 1685/94 (Monticelli d'Ongina (PC) Collegiata di San Lorenzo)
- Anania battezza San Paolo ridonandogli la vista, olio su tela (Solarolo Monasterolo, Chiesa dei Santi Pietro e Paolo)
- Borea che rapisce Orizia, affresco (Piacenza,Palazzo Casati)
- La Battaglia di Gerico, affresco (Piacenza,Palazzo Casati)
- Episodio biblico, Olio su tela, (Piacenza, Palazzo Casati)
- Didone ed Enea, Olio su tela (Piacenza,Palazzo Casati)